# Pseudochirulus mayeri
Pseudochirulus mayeri é uma espécie de marsupial da família Pseudocheiridae. Endêmica da ilha de Nova Guiné.